# I Am Mine
«I Am Mine» (укр. Я належу собі) — пісня американського рок-гурту Pearl Jam, перший сингл з альбому Riot Act (2002).

## Історія створення
Автором пісні «I Am Mine» став вокаліст Pearl Jam Едді Веддер. Він написав композицію напередодні першого концерту гурту після двомісячної перерви, пов'язаною із трагедією на фестивалі в данському місті Роскілле, де під час концерту загинуло дев'ять глядачів. Музиканти були настільки пригнічені, що навіть замислювалися про завершення кар'єри. З усім тим, в серпні 2000 року вони виступили в Вірджинія-Біч, і саме перед цим концертом Веддер написав пісню «I Am Mine».
Гітарист Майк Маккріді відзначав, що його одразу зачепив текст пісні про те, що все між початком життя та смертю належить людині, і вона може робити все, що завгодно. Барабанщик Метт Кемерон також був захоплений мелодизмом та привабливістю композиції, і згадував, що саме з неї розпочався запис студійного альбому Riot Act. Попри те, що композицію було написано ще у 2000 році, пізніше в ній знаходили очевидні відсилання до терористичних атак 11 вересня 2001 року, зокрема, у фразі «уся невинність втрачена одночасно». Сам Веддер на концерті в Новому Орлеані пояснював, що пісня присвячена внутрішній свободі, яка є у кожного.

## Вихід пісні
«I Am Mine» стала першою піснею з альбому Riot Act, що вийшов 12 листопада 2002 року. Композиція також вийшла окремим синглом, разом із невиданою раніше композицією «Down». За межами США до макси-синглу також входили пісні «Bu$hleaguer» та «Undone». Пісня потрапила до основного пісенного чарту США Billboard Hot 100, піднявшись на 43 місце. Окрім цього вона потрапила в десятку кращих пісень в американських чартах Modern Rock, Mainstream Rock, а також в хіт-парадах Канади, Італії, Норвегії, Португалії, Іспанії та рок-музичному чарті Великої Британії.

## Довідкові дані

### Список пісень на синглі
В США
1. «I Am Mine» (Веддер) — 3:35
2. «Down» (Веддер, Маккріді, Ґоссард) — 3:17[9]

В інших країнах
1. «I Am Mine» (Веддер) — 3:35
2. «Down» (Веддер, Маккріді, Ґоссард) — 3:17
3. «Bu$hleaguer» (Веддер, Ґоссард) — 3:58
4. «Undone» (Веддер) — 3:08[10]

### Місця в хіт-парадах
| Хіт-парад (2002)                          | Найвища позиція |
| ----------------------------------------- | --------------- |
| Австралія (ARIA)                          | 12              |
| Canada (Nielsen SoundScan)                | 2               |
| Europe (Eurochart Hot 100)                | 35              |
| Фінляндія (Suomen virallinen lista)       | 20              |
| Німеччина (Media Control AG)              | 60              |
| Ірландія (IRMA)                           | 35              |
| Італія (FIMI)                             | 4               |
| Нідерланди (Mega Single Top 100)          | 58              |
| Нова Зеландія (RIANZ)                     | 48              |
| Норвегія (VG-lista)                       | 10              |
| Portugal (AFP)                            | 2               |
| Шотландія (Official Charts Company)       | 25              |
| Іспанія (PROMUSICAE)                      | 7               |
| Швеція (Sverigetopplistan)                | 29              |
| Швейцарія (Media Control AG)              | 59              |
| Велика Британія (Official Charts Company) | 26              |
| UK Rock & Metal (OCC)                     | 2               |
| США (Billboard Hot 100)                   | 43              |
| США (Alternative Songs) (Billboard)       | 6               |
| США (Mainstream Rock) (Billboard)         | 7               |